# 독말풀속
독말풀속 또는 다투라(영어: Datura)는 가지과에 속하며 독성이 있는 한해살이 또는 여러해살이 속씨식물의 속이다. 이 식물은 가까운 브루그만시아(Brugmansia)와 이름을 공유하여 천사의 나팔(Angel's Trumpet, 엔젤 트럼펫)로 불리기도 하며, 흔히 ‘독말풀’이라고 불린다. 종종 여러 식물 종들과 같이 ‘달빛꽃’이라고 불리기도 한다. 광범위한 재배와 도입으로 정확한 자연 분포지는 불확실하며 온대기후와 열대기후에 걸쳐서 분포한다. 아메리카 대륙 내의 분포는 미국과 멕시코로 제한되어 이곳에서는 다양한 종들이 발견되고 있다. 일부 남아메리카 식물들은 이전에 독말풀속이라고 생각되었지만, 현재는 브루그만시아(genus Brugmansia)로 구분되어 취급된다. 브루그만시아는 목질이며, 관목 또는 작은 가지를 만든다는 점에서 독말풀과 구분되며, 곧은 독말풀의 꽃과 달리 종 모양의 꽃을 가지고 있다. 또 다른 유사 종으로는 사리풀과 아트로파가 있다.

## 어원
라틴어와 힌두어에서 다투라(힌디어: धतूरा 라틴어: dhatūra), 흰독말풀은 결국 산스크리트어 다투라(산스크리트어: धत्तुरह dhattūrāh)에서 왔으며, 꽃이 피는 식물의 종류인 만다라화이다.

## 개요
독말풀속 식물들은 식물성, 활엽 한해살이 또는 여러해살이 식물로 높이가 2m에 이른다. 잎은 다양하며, 10~20 cm 길이에서 5~18 cm 넓이를 가지고 있으며, 얕게 째진 또는 이빨 모양의 끝을 가진다. 꽅은 하늘로 향하거나 또는 옆으로 퍼지며 브루그만시아처럼 추형으로 처지지 않으며 나팔 형태의 5~20 cm 길이와 4~12 cm 넓이로 갈라져 꽃이 피며, 다 익으면 연한 자주색으로 익어서 떨어진다. 이러한 씨들은 목초지나, 들판 그리고 황무지에서도 자유롭게 퍼진다.
독말풀속은 벨라돈나풀, 사리풀 그리고 맨드레이크와 함께 '마녀의 풀(witches' weeds)'으로 여겨진다. 이 식물들의 거의 모든 부분이 독성을 띠며, 오랫동안 환각 작용이나 사망을 유도하기 위해 사용되었다.

## 종류와 품종
독말풀속을 종에 따라 분류하기는 쉽지 않으며, 종종 새로운 종들에 대한 설명이 너무 조급하게 수용되곤 했다. 이후 이러한 새로운 종들은 특정한 지리에서 조건들로 인해 진화된 변종이었음이 밝혀졌다. 이러한 것들은 보통 몇 년후 사라져 갔다. 이러한 혼란을 부채질 한 것은 D. 라이티와 D. 이녹시아와 같은 다양한 종들이 외양이 너무 비슷하게 생겼다는 사실 때문이며, 한 종의 변종은 극단적일 수 있다. 예를 들면, 독말풀속 종은 자라는 위치에 따라 식물의 크기, 잎, 꽃의 크기가 바뀔 수 있다. 동일한 종일지라도 그늘진 곳에 피거나, 습한 것에서 자라는 것은 사람의 절반 크기의 관목형 꽃으로 자랄 수 있으며, 건조한 곳에서 자랄 때는 꽃이 작고, 작은 몇 개의 잎만 있는 발목 정도 높이까지 자라지 못하는 가는 식물이 될 수도 있다.
오늘날, 전문가들은 독말풀속을 9종으로 분류한다.
- 다투라 세라토카울라 Jacq. – torna loco
- 다투라 디스칼라 Bernh. – 사막 가시 사과
- 다투라 페록스 L. – 긴가시 사과
- 다투라 이녹시아 Mill. – 가시 사과, downy thorn-apple, 인디언 사과, 달빛꽃, 성스런 다투라, toloatzin, toloache
- 다투라 레이치하르티이 F.Muell. ex Benth. (syn. D. pruinosa) – Leichhardt's datura
- 다투라 메텔 L. – devil's trumpet[2]
- 다투라 퀘르치폴리아 Kunth – 참나무 가시 사과
- 다투라 스트라모니움 L. (syn. D. inermis) – jimsonweed, 독말풀, 가시 사과
- 다투라 라이티이 Regel – 성스런 다투라, 성스런 가시 사과

미국 브루그만시아와 다투라 협회(American Brugmansia and Datura Society, Inc., ABADS)는 배양종 명명에 대한 국제 코드의 2004년 판에서 독말풀속에 대한 공식 국제 품종 등록 기관으로 지정되었다. 이러한 역할이 원예 과학을 위한 국제 협회에서 2002년 ABADS에 위임되었다.

### 과거 분류종
- D. 베른하디이
- D. 키마토카르파
- D. 라노사
- D. 레부라
- D. 수아베올렌스

## 재배

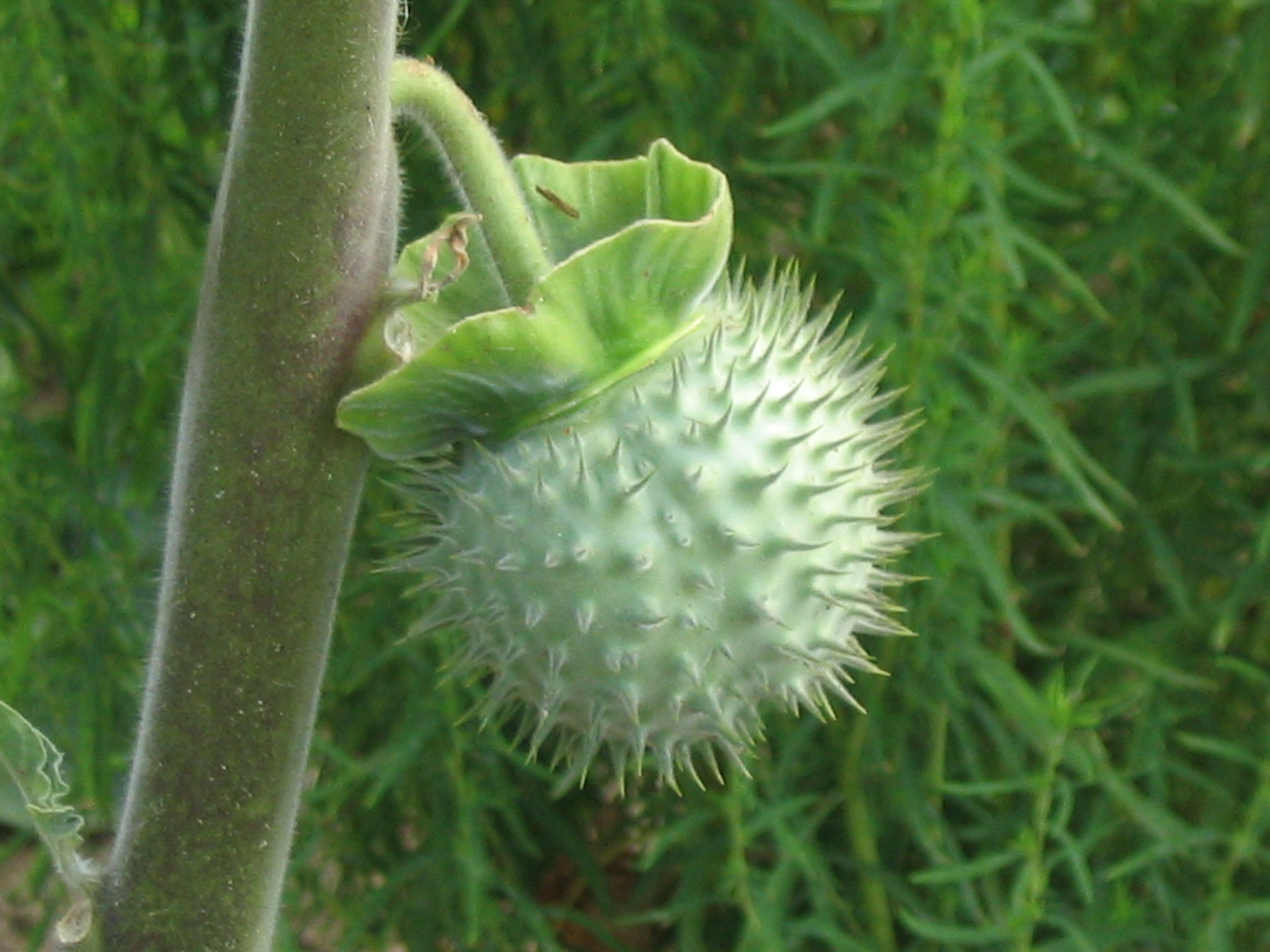
과실

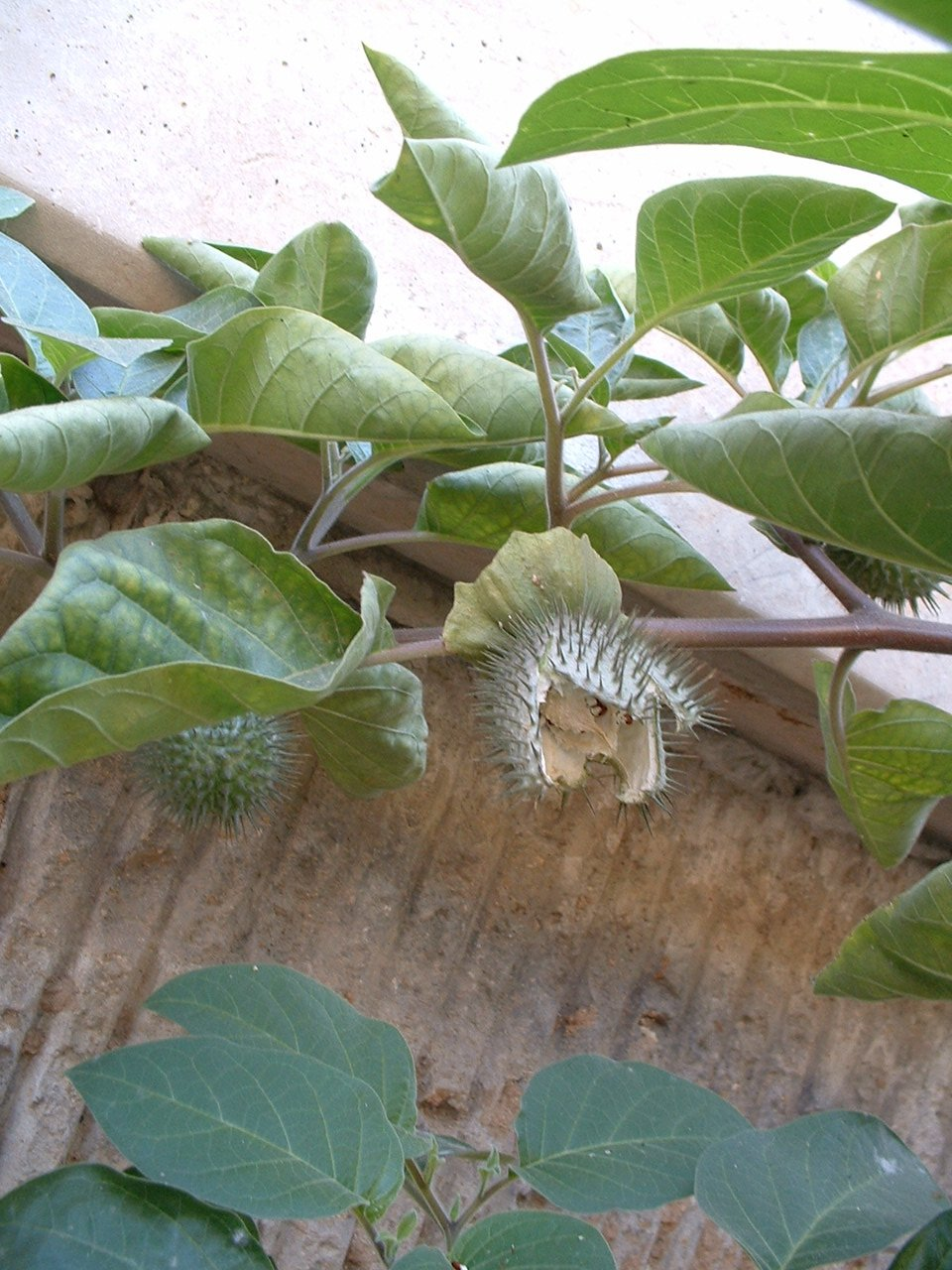
D. 이녹시아의 익어서 벌어진 열매

독말풀속 식물은 보통 매년 끝 꼬투리에 달린 씨를 심어 재배되지만, 겨울을 나는 것도 있다. 대부분의 종은 외부에 심거나, 화분에 심는 것에 적합하다. 대체로 이것들들은 따듯하고, 양지바른 곳, 그리고 뿌리가 건조함을 유지할 수 있는 곳이 필요하다. 외부의 적당한 곳에서는 스스로 씨를 맺는 경향이 있으며, 침범을 허용하지 않는다. 화분에서는 적절하게 배수가 되는 통풍이 좋은 흙이 필요하다. 이 식물은 뿌리 부근에 곰팡이에 민감하며, 따라서 퇴비나 거름 같은 비료는 피해야 한다.

## 독성
모든 독말풀속 식물은 주로 씨와 꽃에 스코폴라민, 히오시아민, 그리고 아트로핀 같은 트로판 알칼로이드 물질을 포함하고 있다. 이런 물질의 존재로 인해, 독말풀은 어떤 문화에서는 수백 년 동안 독이나 환각물질로 이용되어 왔다. 이것의 변종은 전체 식물을 통해 5:1로 독성이 있을 수 있다. 독성의 여부는 연령과 어디에서 자라는가, 어떤 기후 조건인가에 따라 다르다. 이 변종들은 다투라가 마약으로 오용될 위험을 유발한다.

## 갤러리

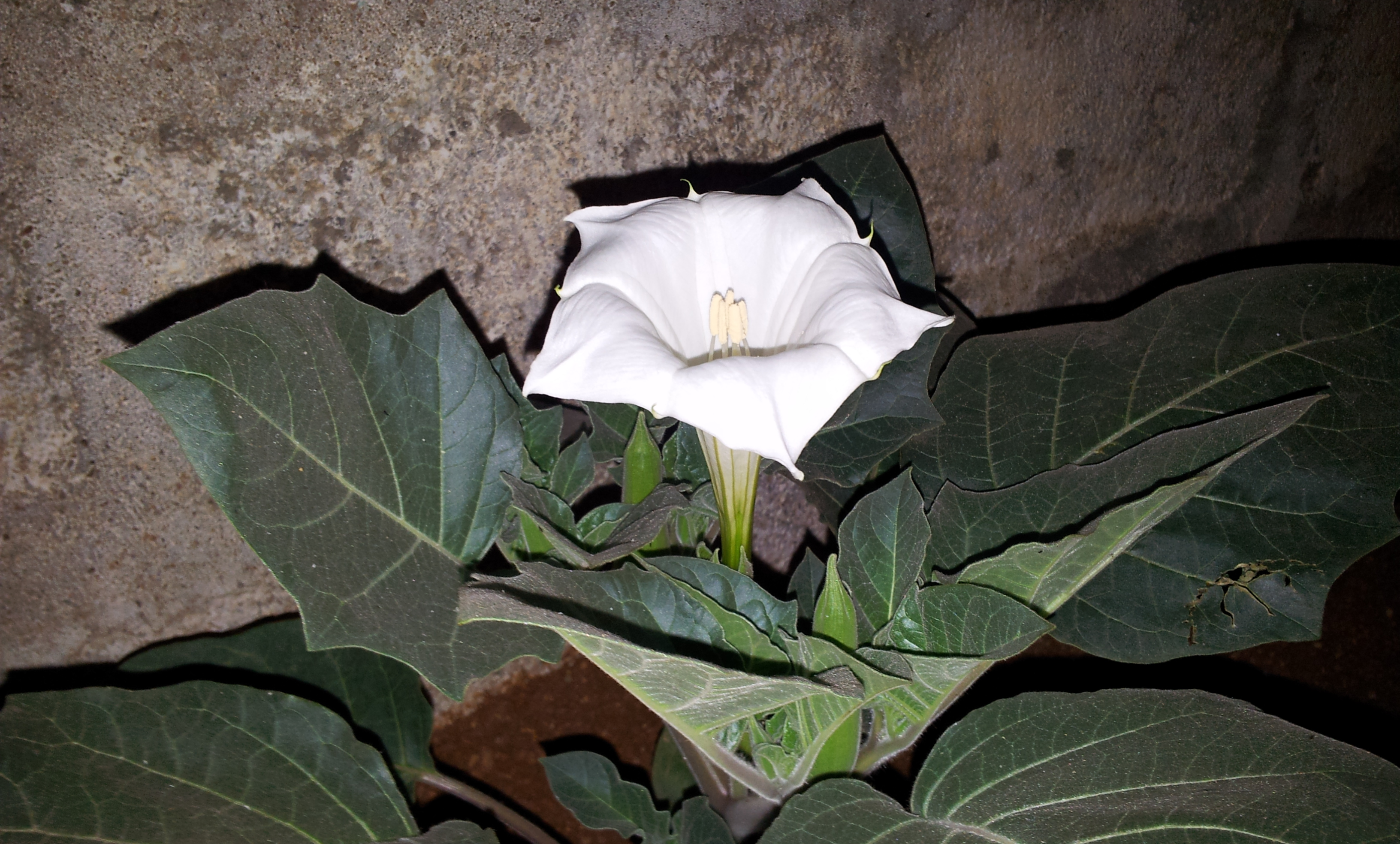
다투라 꽃 (측면), 인도 안드라 프라데시 주 하이데라바드 근처
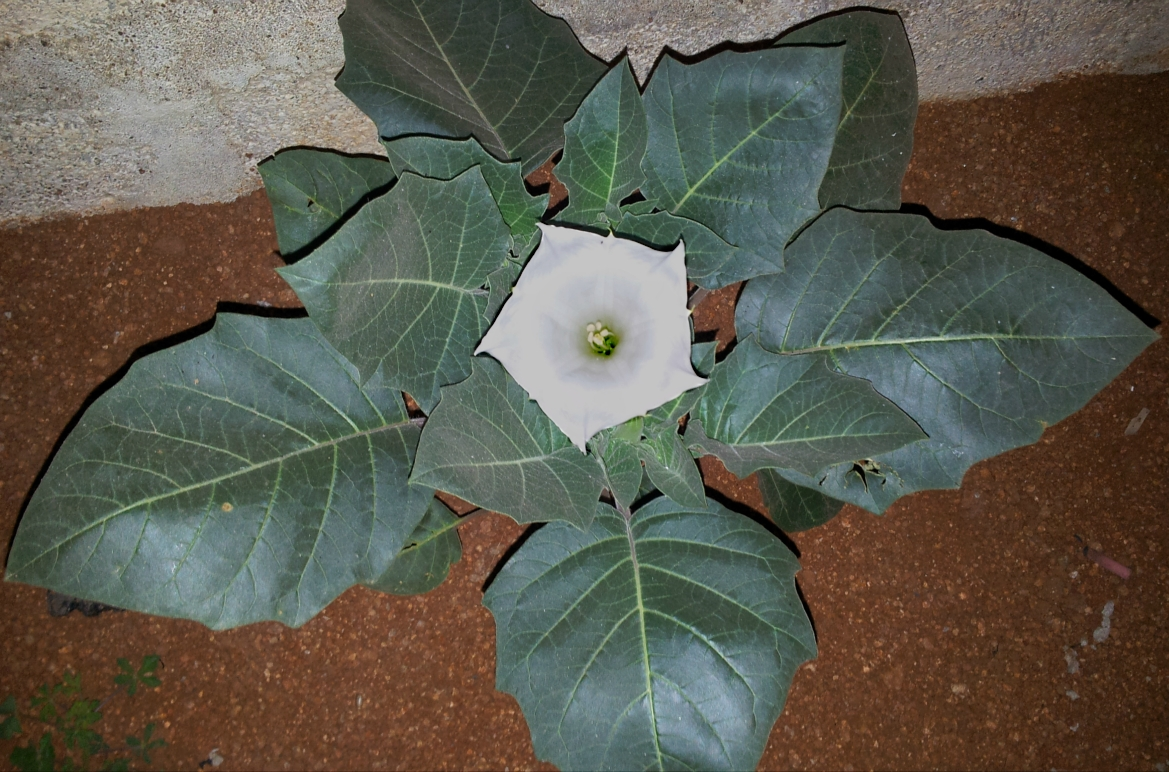
다투라 꽃 (윗쪽), 인도 안드라 프라데시 주 하이데라바드 근처

## 같이 보기
- 히오스신